# Forever Young (canción de Blackpink)
«Forever Young» es una canción grabada por el grupo femenino surcoreano Blackpink
y es la segunda canción del primer miniálbum del grupo, Square Up. Fue escrito por Teddy Park y producido por él mismo junto a Future Bounce. Según Gaon, la canción ya ha vendido 2.500.000 descargas digitales en Corea, por lo que es la quinta canción del grupo en lograr este hito y la segunda en lograr una certificación Platino de la Asociación de Contenidos de Música de Corea (KMCA).
Se incluyó una versión japonesa de la canción en el primer álbum de estudio japonés del grupo, Blackpink In Your Area.

## Antecedentes y composición
La canción fue grabada el año 2015, incluso antes del debut oficial de Blackpink en agosto de 2016. Esto fue confirmado cuando reapareció un viejo vídeo de Instagram del 15 de noviembre de 2015, que mostraba que la canción se estaba reproduciendo desde afuera del edificio de YG Entertainment en Seúl, Corea del Sur. El vídeo presenta a las miembros Rosé y Lisa cantando sus líneas del primer verso.
«Forever Young» fue escrita por Teddy y producida por él mismo junto a Future Bounce, y tiene una duración de tres minutos y cincuenta y siete segundos. Tamar Herman de Billboard calificó a «Forever Young» como una canción playera, basada en moombahton, además de señalar que Blackpink se consolida como "la revolución". También notó el uso de blasfemias en inglés en la canción, a la que llamó una rareza en la música de los grupos de chicas k-pop.

## Vídeo de práctica de baile
El 20 de junio, el vídeo de práctica de baile para «Forever Young» fue lanzado en el canal oficial de YouTube de Blackpink. A diciembre de 2019, tiene más de 122 millones de visitas y 1.9 millones de Me Gusta en YouTube.

## Rendimiento comercial
La canción alcanzó su punto máximo en el N.º 2 en el Gaon Digital Chart y permaneció en dicha lista durante 25 semanas. La canción también alcanzó el N.º 2 en la mayoría de los gráficos en tiempo real en Corea, especialmente en MelOn. También alcanzó el puesto número 2 en el K-pop Hot 100, el 4 en el Billboard World Digital Song Sales, el 10 en el Recorded Music NZ de Nueva Zelanda, y el puesto 36 en el Billboard Japan Hot 100.
La canción obtuvo la certificación de platino en descargas por Gaon y KMCA, por vender 2.5 millones de descargas digitales.

## Actuaciones en vivo
Durante el SBS Gayo Daejeon 2018, celebrado el 25 de diciembre de 2018, Blackpink realizó una mezcla de «Solo», «Ddu-Du Ddu-Du» y «Forever Young». El 12 de febrero de 2019, Blackpink interpretó «Forever Young» con «Ddu-Du Ddu-Du» en el programa Good Morning America de la cadena norteamericana ABC y el 23 de enero de 2019 en los 8.º Gaon Chart Music Awards.

## Versión japonesa
El primer álbum japonés de Blackpink, Blackpink In Your Area, se lanzó digitalmente el 23 de noviembre de 2018 y físicamente el 5 de diciembre, en donde se incluyó la versión en japonés de «Forever Young».

## Reconocimientos

### Premios y nominaciones
| Año  | Premio                  | Categoría               | Resultado | Ref.   |
| ---- | ----------------------- | ----------------------- | --------- | ------ |
| 2019 | Gaon Chart Music Awards | Canción del año - Junio | Nominado  | [ 11 ] |

### Listados
| Publicación    | Lista                                 | Ranking | Ref.   |
| -------------- | ------------------------------------- | ------- | ------ |
| KultScene      | 25 Best K-Pop B-Sides Of 2018         | 4.º     | [ 12 ] |
| Verge Magazine | Las 10 mejores canciones de Blackpink | 6.º     | [ 13 ] |

## Posicionamiento en listas
| Lista (2019)                                   | Mejor posición |
| ---------------------------------------------- | -------------- |
| Corea del Sur (Gaon)                           | 2              |
| Corea del Sur (K-pop Hot 100)                  | 2              |
| Estados Unidos (Billboard World Digital Songs) | 44             |
| Japón (Japan Hot 100)                          | 36             |
| Malasia (RIM)                                  | 55             |
| Nueva Zelanda (Recorded Music NZ)              | 10             |
| Singapur (RIAS)                                | 2              |

| Lista (2018)         | Mejor posición |
| -------------------- | -------------- |
| Corea del Sur (Gaon) | 32             |

## Certificaciones
| País                                                 | Organismo certificador | Certificación | Ventas certificadas | Ref.      |
| Descargas                                            | Descargas              | Descargas     | Descargas           | Descargas |
| ---------------------------------------------------- | ---------------------- | ------------- | ------------------- | --------- |
| Corea del Sur                                        | KMCA                   | Platino       | 2,500,000*          | [ 22 ]    |
| Streaming                                            |                        |               |                     |           |
| Corea del Sur                                        | KMCA                   | Platino       | 100,000,000*        | [ 23 ]    |
| * Cifras de ventas basadas sólo en la certificación. |                        |               |                     |           |

## Historial de lanzamiento
| País  | Fecha               | Formato                    | Sello                  | Ref.   |
| ----- | ------------------- | -------------------------- | ---------------------- | ------ |
| Mundo | 15 de junio de 2018 | Descarga digital streaming | YG Entertainment Genie | [ 24 ] |